# Мельники (Медведівська сільська громада)

Мельники на топографічній мапі

Мельники́ — село у Черкаському районі Черкаської області, підпорядковане Медведівській сільській громаді. Населення — 905 осіб (2007).
Село розташоване вздовж Холодного Яру, обабіч річки Медведки (притока Тясмину) за 40 км від районного центру — міста Чигирин, за 30 км від залізничної станції Фундукліївка та за 55 км від обласного центру — міста Черкаси.
На півночі село сусідить з селом Зам'ятниця, на сході з селом Медведівка, на півдні з селом Головківка та селищем Буда.

## Історія
Місця поблизу Мельників були заселені здавна. Тут виявлено поселення доби бронзи, так зване Мотронинське городище та кургани ранньоскіфської пори.
У районі городища в XI столітті, до монголо-татарської навали, був споруджений відомий Мотронинський монастир, що водночас служив і фортецею. Ще й дотепер збереглися його оборонні вали. Пізніше монастир не раз руйнували завойовники. Навколишні жителі щоразу відбудовували його (останній раз у 1568 році).

### XVII століття

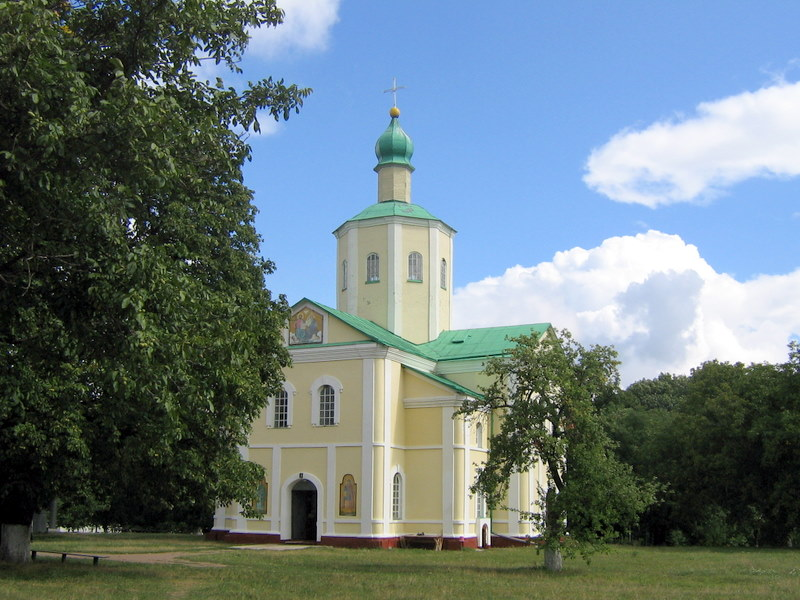
Троїцька церква Мотронинського монастиря

У писемних джерелах Мельники вперше згадуються під 1629 роком. За народними переказами мешканці села ставили на річці Сріблянці водяні млини і мірошникували. Звідси й назва села — Мельники.
Спершу воно належало до володінь Мотронинського монастиря. Спустошливі татарські наїзди, наступ магнатів на Придніпров'я не раз змушували мельниківців братися за зброю. В роки визвольної війни українського народу 1648—1654 рр. вони входили до складу Медведівської сотні Чигиринського полку.
За Андрусівським перемир'ям 1667 року Мельники відійшли до Польщі. Потім за «Вічним миром» — до так званої нейтральної землі, яка не підлягала заселенню.

### XVIII століття
З 20-х років XVIII століття ця місцевість починає знову заселюватись. На 1741 рік у 25 дворах села проживало 150 чоловік. Володів ним магнат Понятовський. Крім хліборобства та мірошництва, мешканці Мельників жили з гончарства та випалювання цегли. Поміщик нещадно визискував селян. До соціального долучався ще й релігійний гніт, який різко посилився в середині XVIII століття, Мотронинський монастир став одним з осередків боротьби проти унії. До Холодного Яру звідусіль сходилися невдоволені, знеможені неволею. Вони поповнювали лави гайдамаків, їхній шлях пролягав через Мельники.
Звідси у 1768 році почало розпалюватися полум'я народного повстання — Коліївщини. Очолив його запорізький козак Максим Залізняк, послушник Мотронинського монастиря. Один з його сподвижників — Неживий Семен — до вступу в загін повстанців проживав у Мельниках.
Тут ще й зараз поширені перекази про «освячення ножів» гайдамаками в Мотронинському монастирі. А назви ярів в навколишньому лісі (Гайдамацький, Січ, Ратище, Склик) і прізвища жителів села (Холод, Атамась тощо) нагадують про героїчні події того часу.
Тут (у с. Буда) стоїть тисячолітній дуб, відомий під назвою «дуб Залізняка». Стовбур цього патріарха має в обхваті на висоті грудей людини 8,65 м, а загальний об'єм деревини становить 37,5 м³. Легенда свідчить, що під розлогою кроною цього дуба-патріарха збиралися повстанці на чолі з Северином Наливайком, відпочивали керівники повстань Богдан Хмельницький, Максим Залізняк та Павлюк. Саме під цим дубом давали гайдамаки клятву, не шкодуючи життя боротися з польським засиллям. Збиралися тут і воїни Холодноярської республіки. В Холодному Яру, зокрема біля с. Мельники, до нашого часу збереглося чимало гіллястих дубів-ветеранів — «онуків» дуба Залізняка віком 300—500 років.
У 1775 парафіянами села збудована дерев'яна церква (пізніше оновлена в 1835).
Після 1793 року, коли Правобережна Україна відійшла до Російської імперії, Мельники стали власністю польського поміщика І. Сабанського.

### XIXст.
В 1808 році у 58 дворах села проживало 939 чоловік. Геронім Собанський збудував у селі паровий та кілька водяних млинів, гуральню, а в 1837 році гуту (скляний завод) у лісі за селом.
У 40-х роках село стало власністю сенатора Івана Фундуклея. На початку 1845 року у 123 дворах села налічувалося 1255 ревізійних душ.
У 1843 та в 1845 році на Чигиринщині побував Т.Г. Шевченко. Одне із вражень від краю відтворене в малюнку «Мотронинський монастир».
Перед реформою 1861 року село вже мало церковно-парафіяльну школу.
Скасування кріпацтва не принесло помітного покращення становища селян. За поміщиком залишалось 5897 десятин кращої землі, а селянам на умовах викупу пан передав 992 десятин угідь, з яких 207 були майже не придатні до використання. Понад 40 років мешканці села мали виплачувати 22 922 карбованців викупу. Безземелля та бідність гнали їх у Крим на заробітки. Нерідко вони звідти не повертались.
В 1877 році багато мешканців села ввійшли до «Таємної дружини», яка ввійшла до історії, як Чигиринська змова.
У 1885 в селі мешкало 1456 православних, 10 католиків, 22 євреї.
Станом на 1885 рік у колишньому власницькому селі Головківської волості Чигиринського повіту Київської губернії, мешкало 1939 осіб, налічувалось 252 дворових господарства, існували православна церква, школа та 2 постоялих будинки.
В пореформений період в селі починають формуватися капіталістичні відносини. В 1896 році в селі було вже декілька десятків підприємців, що володіли водяними млинами та вітряками. Вони охоче використовували найману працю.
За переписом 1897 року кількість мешканців зросла до 2713 осіб (1334 чоловічої статі та 1379 — жіночої), з яких 2691 — православної віри.

### XXст.
На початку століття село мало церковнопарафіяльну школу в якій навчалося 20 учнів.
Напередодні Першої світової війни більшість мельниківських селян були малоземельними. З 505 господарств села на 1912 рік 96 мали менше десятини, 97 від десятини до двох, 106 від двох до трьох десятин і тільки 7 — десять і більше десятин землі. На 505 господарств було 90 коней і 160 волів.
Імперіалістична війна призвела до повного зубожіння селян. Чоловіків мобілізували на фронт, жінки й діти самі неспроможні були обробляти наділи. Земля пустувала.
У березні 1918 року село окупували кайзеровські війська.

#### Доба УНР
В 1917—1920 рр. на території Черкащини на хвилі національного піднесення установлюється влада УНР, гетьманату і Директорії, формуються перші загони Вільного козацтва. Радянську владу було встановлено у 1920 р. Довго після того, як Уряд УНР припинив свою діяльність, Мельники зі значною частиною Черкащини входили до Холодноярської Республіки. Холодноярська Республіка була частиною УНР, де козаки найдовше вели збройний опір більшовикам (до 1922—1924 років), причому українських повстанців підтримувала абсолютна більшість населення Мельників та довколишніх сіл. Саме в Мельниках жителями було створено загін самооборони Мотронинського монастиря, який у 1919 році перетворився на полк. Згодом було утворено Холодноярську республіку, штаб якої був у Мотронинському монастирі у Мельниках. Республіка контролювала понад 25 навколишніх сіл та мала 15-тисячну армію. Холодноярські повстанці воювали проти більшовиків та денікінців аж до 1924 року, коли вже на більшій частині України закріпилася радянська влада.
Боротьбу холодноярців детально описано, зокрема, у культовій книзі Юрія Горліс-Горського «Холодний Яр», яка перед другою світовою війною справила суттєвий вплив на українців, що мали можливість її читати (здебільшого, мешканців Заходу України, що не належала до СССР). В книзі часто описуються село Мельники та його околиці.
Також теми боротьби холодноярців за незалежність України торкається роман Василя Шкляра «Чорний Ворон», що отримав багато літературних премій, і за який Василя Шкляра було визнано лауреатом Національної премії імені Тараса Шевченка 2011 року.

#### Встановлення Радянської влади
Радянська влада була встановлена в селі у 1922 році після багаторічного збройного протистояння місцевого населення, у тому числі в складі Холодноярської республіки, що визнавала свою підпорядкованість уряду УНР, проти більшовицьких окупантів.
В грудні 1928 року на зборах бідноти 16 фундаторів підписали статут комуни. Спочатку комуна мала 5 корів і двох коней, але вже через місяць після її утворення на її користь були передані землі і майно Мотронинського монастиря. 3 березня 1929 року сім'ї комунарів (всього 55 людей) оселилися в будинках монастирських служителів. Цей день став вважатися заснуванням комуни «Заповіт Леніна». На загальних зборах головою комуни було обрано жителя села П. Т. Деркача, але вже через рік партія направила в село робітника з Харкова — В. О. Мукіна, який очолив комуну.
За короткий час комунари побудували ряд тваринницьких приміщень, впорядкували сад, створили парникове господарство, налагодили водопостачання, елетрифікували житла, обладнали механічний млин і майстерню для виготовлення обіддя, відкрили їдальню, швейну і шевську майстерні. Почали працювати школа, дитячі ясла, клуб.
В 1930 році в селі створено два ТСОЗи — «Доля бідняка» та «Іскра», які згодом об'єдналися в артіль «Ударник».
В 1931 році утворено артіль «П'ятирічка», а в 1934 комуну «Заповіт Леніна» перетворено в сільськогосподарську артілью
У передвоєнні роки господарства села мали свої автомобілі, а поля обробляли трактори та інші машини Медведівської МТС. У місцевій неповній середній школі навчалося 400 дітей. При клубі працювали хоровий, струнний та драматичний гуртки.

#### Друга світова війна
5 серпня 1941 року в село було окуповане німецькими військами. Вони розграбували хліб, худобу, майно, а приміщення клубу і школи перетворили на стайню.
Мельниківці в цей період були в складі як УПА, так і серед радянських партизанів.
На території Чигиринщини діяла Дивізія УПА Холодний Яр, а сама територія східної Черкащини, разом із Мельниками, належала до ВО-1 «Холодний Яр» групи УПА-Південь
На території Холодного Яру діяли загони червоних партизан П. Дубового та І. Боровикова. Вони тримали зв'язок з Великою землею, приймали звідти літаки, зброю, літературу. А в самому селі 1943 року протягом кількох місяців перебувала партизанська рота. Відомі своєю активною участю в партизанських діях С. П. Чучупака, Г. Л. Красота, В. Я. Вітько, В. І. Холод, та І. В. Чиж. Посиленню партизанського руху сприяв перехід через Буду (хутір, підпорядкований Мельникам) в березні 1943 року з'єднання партизанів під командуванням Героя Радянського Союзу М. І. Наумова.
Місцеві жителі активно допомагали холодноярським партизанам та повстанцям. Вони постачали їм харчі, одяг, взуття, медикаменти, здобували розвідувальні дані.
Німці зруйнували будівлі Мотронинського монастиря, спалили 352 хати, розстріляли понад 300 чоловік і вивезли на каторгу до Німеччини 240 юнаків та дівчат.
8-9 січня 1944 року мельниківські червоні партизани разом з частинами 373-ї механізованої стрілецької дивізії 52-ї армії звільнили село від нацистів і повернули село під владу СССР.
Понад 200 жителів села загинуло на фронтах війни. У братській могилі біля школи поховані червоні партизани і воїни Радянської армії, що полягли у боях за визволення Мельників.

#### Післявоєнні часи

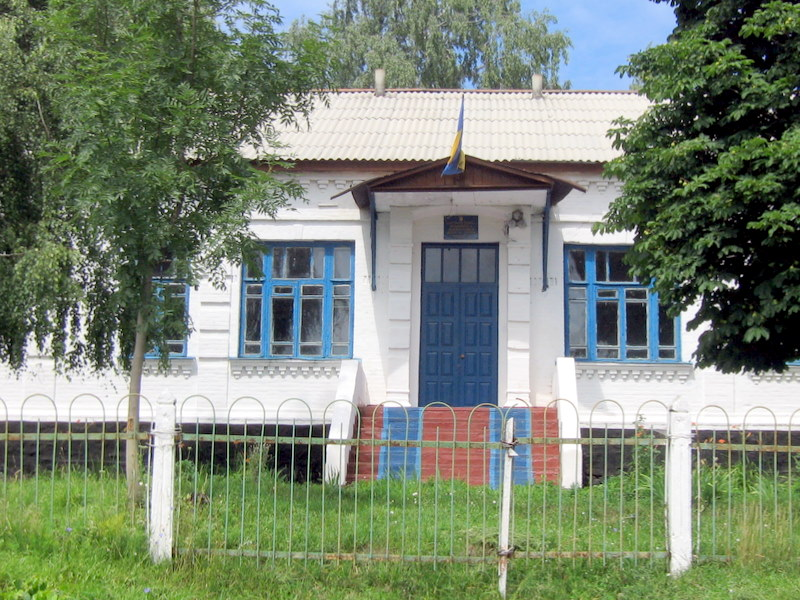
Школа

Після війни почалась відбудова господарства. В 1945 році крім грошових кредитів, господарство отримало від держави 120 голів великої рогатої худоби, 50 свиноматок, сільськогосподарські машини, посівний матеріал, мінеральні добрива.
В 1958 році артіль «Заповіт Леніна» вже мав свою тракторну бригаду.
В 1960 році всі три артілі села об'єдналися в колгосп «Заповіт Леніна», який в 1964 році було перейменовано на ім. Крупської. Господарство мало 3064 га землі.
За час з 1965 по 1970 роки в господарстві споруджено 12 капітальних приміщень для тварин, склад мінеральних добрив, зерносховище та гараж на 18 автомашин. Село було повністю електифіковане і радіофіковане, діяла телеграфна лінія. Споруджено будинок культури на 300 місць, два клуби на 100 місць кожний, дві бібліотеки, будинок сільської Ради, восьмирічну та початкову школи, дитячий садок, два медичні пункти та пологовий будинок. В селі діяло поштове відділення, ощадна каса, чотири магазини, майстерня побутового обслуговування.
На 1971 рік в селі мешкало 2091 чоловік. У 8-річній школі працювало 20 вчителів, що навчали 203 учнів.

## Сучасність
У 2003 році в центрі села відкрито пам'ятний знак «Героям Холодного Яру».
17 липня 2020 року, в результаті адміністративно-територіальної реформи та ліквідації Чигиринського району, село увійшло до складу Черкаського району.
Нині в селі діють загальноосвітня школа, сільський клуб, бібліотека, магазини, сільська рада, поштове відділення.
У селі розташовано правління Креселецького лісництва.

## Населення

### Мова
Розподіл населення за рідною мовою за даними перепису 2001 року:
| Мова       | Кількість | Відсоток |
| ---------- | --------- | -------- |
| українська | 1033      | 98.38%   |
| російська  | 17        | 1.62%    |
| Усього     | 1050      | 100%     |

## Пам'ятники
- Пам'ятний знак «Героям Холодного Яру»
- Пам'ятник Юрію Горлісу-Горському — відкрито 9 жовтня 2010 за ініціативою благодійника Володимира Сапи.[12][13]
- Пам'ятник Т.Г.Шевченку (біля будівлі Креселецького лісництва)

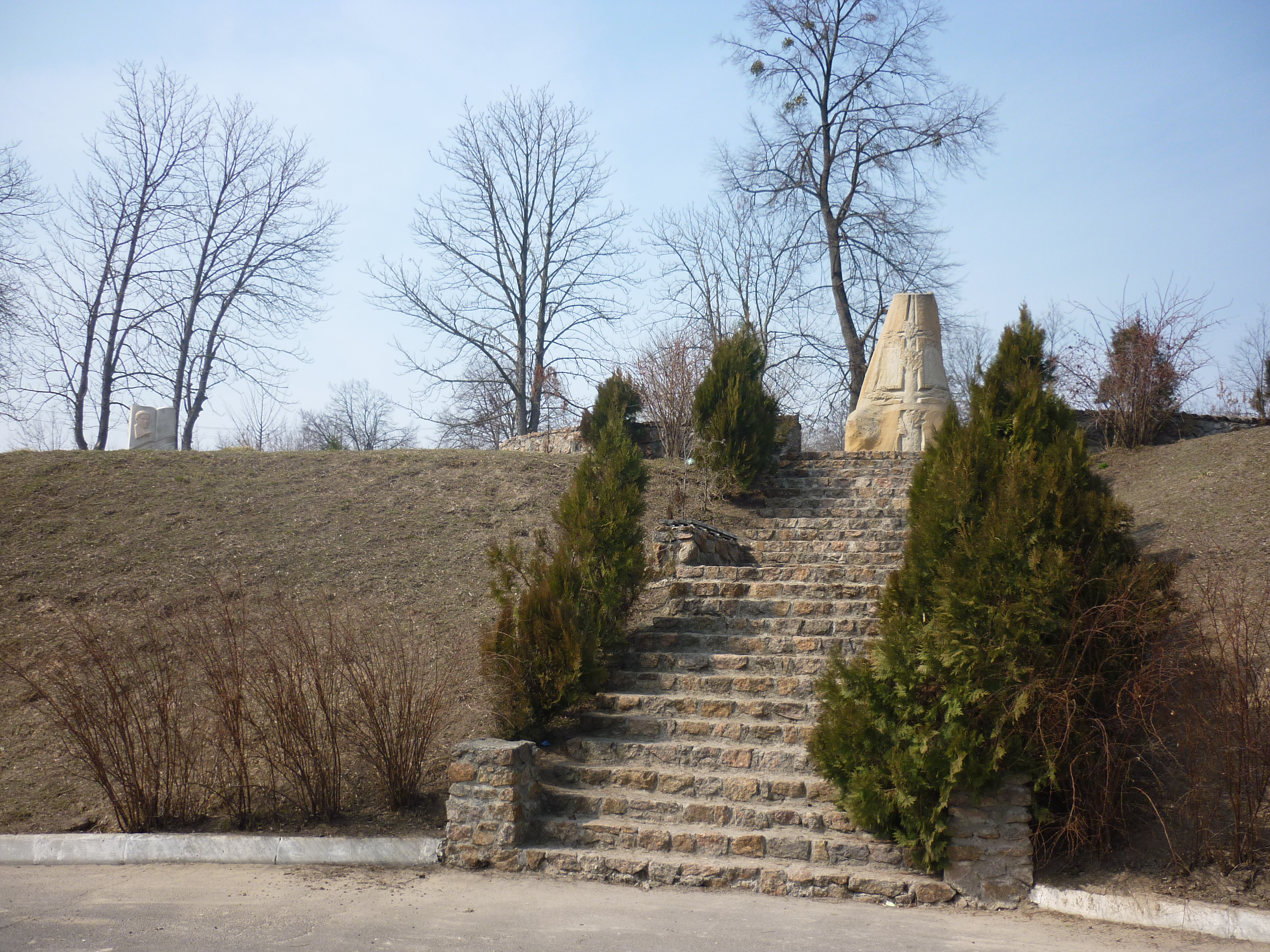
Меморіал героям Холодного Яру
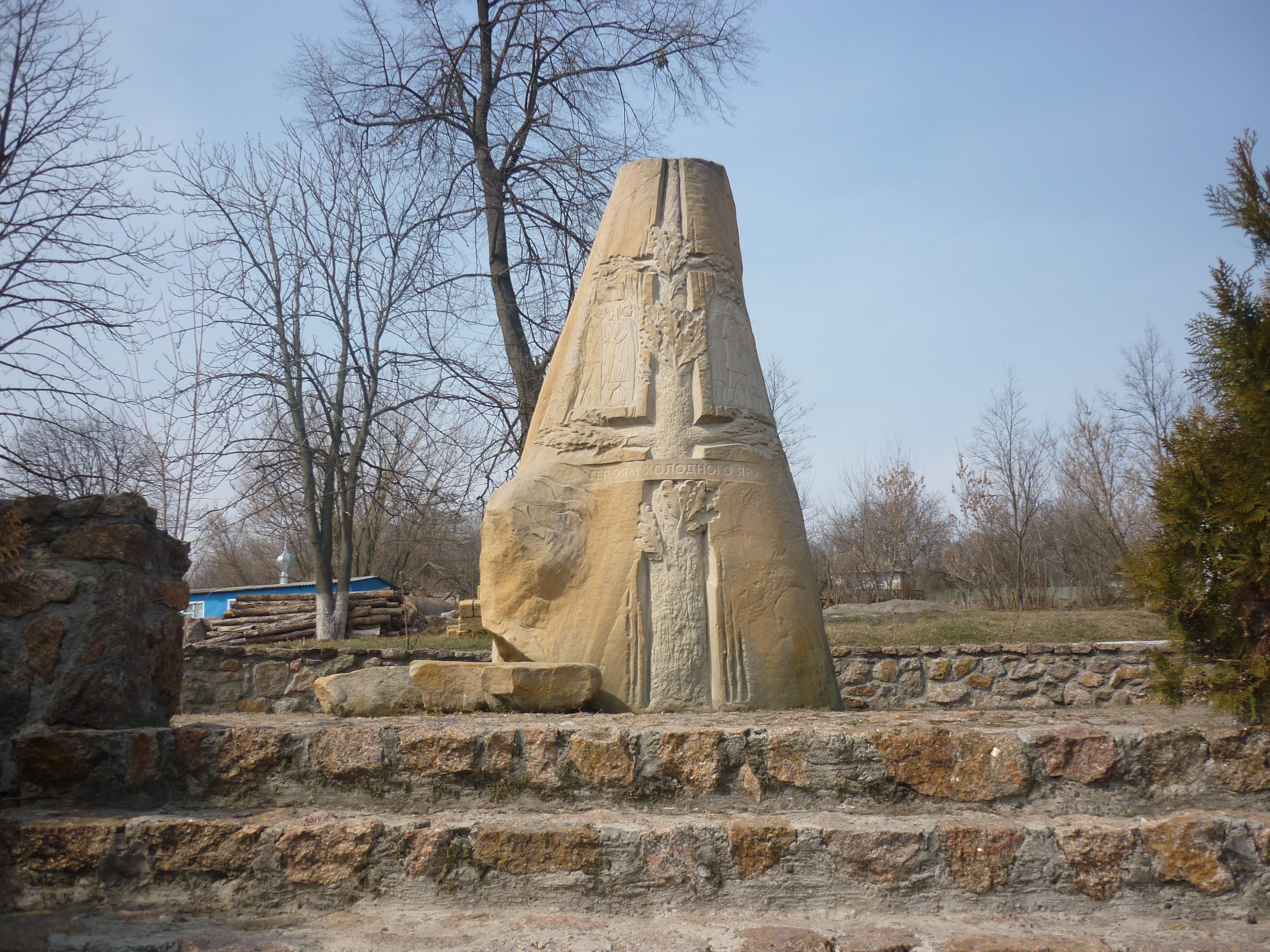
Пам'ятник героям Холодного Яру
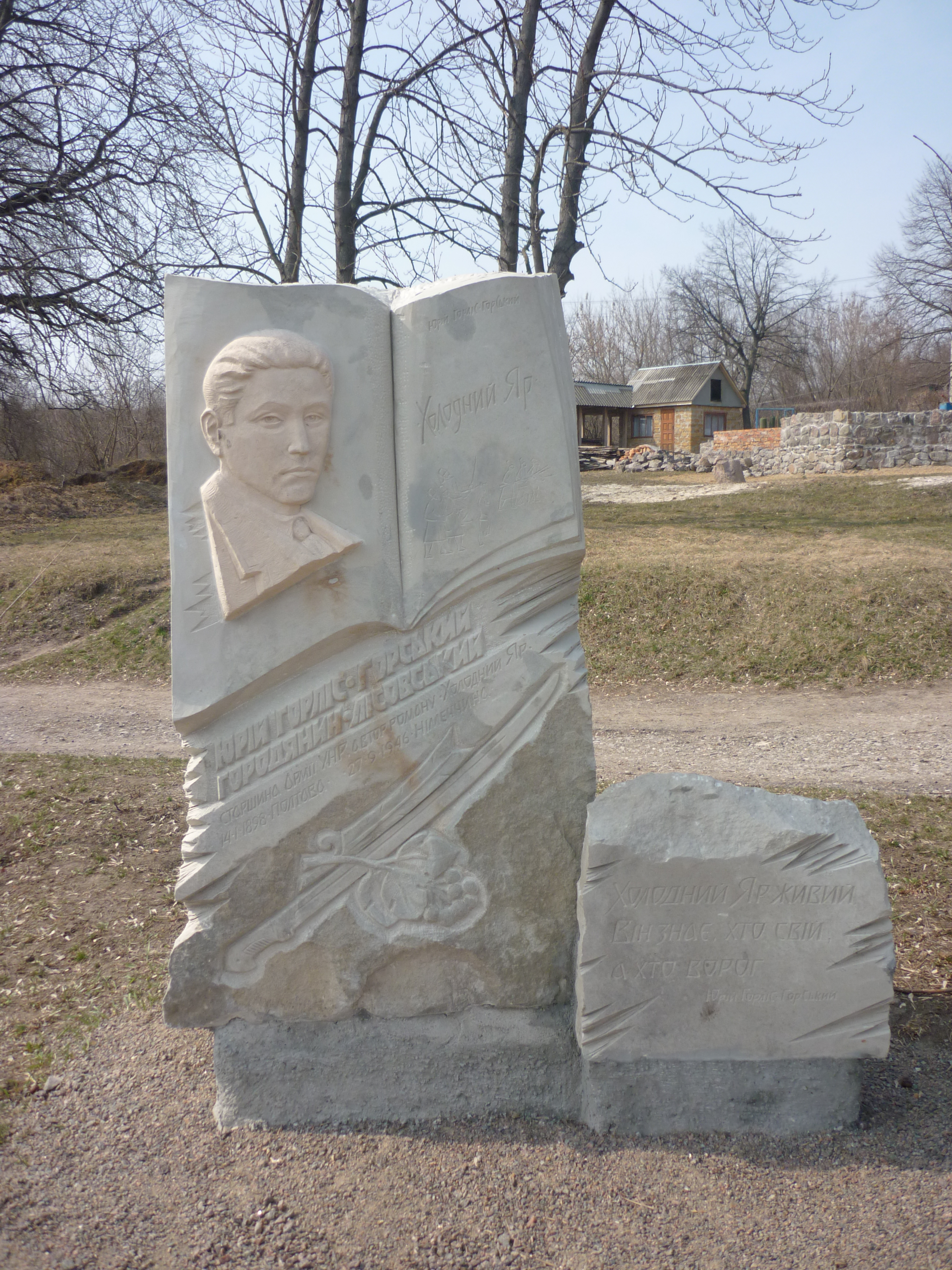
Пам'ятник Юрієві Горліс-Горському
Пам'ятник Т.Г. Шевченку

## Відомі люди
У селі народилися повстанські отамани Холодноярської Республіки:
- Чучупак Петро Степанович (* 1885 — † 1920);
- Чучупак Василь Степанович (* 1894 — † 12 квітня 1920);
- Чучупак Олекса Степанович (після 1894 — † 1921);
- Чучупак Семен Юхимович (* ? — † після 4 серпня 1921);